# Evangelische Kirche (Rod an der Weil)

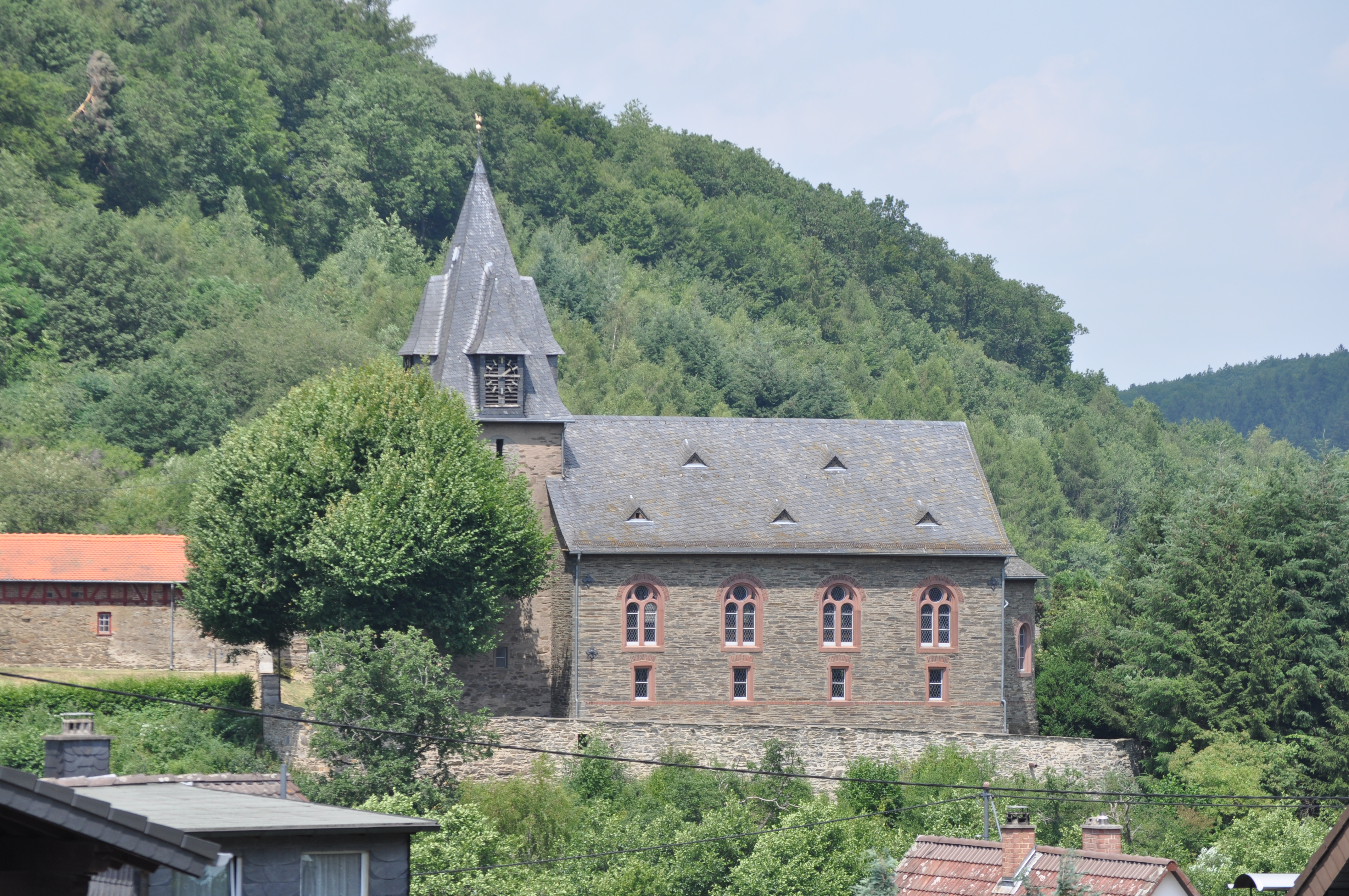
Evangelische Kirche (Rod an der Weil)

Die Evangelische Kirche Rod an der Weil ist ein denkmalgeschütztes Kirchengebäude, das in Rod an der Weil steht, einem Ortsteil von Weilrod im Hochtaunuskreis in Hessen. Die Kirchengemeinde gehört zum Dekanat Hochtaunus in der Propstei Rhein-Main der Evangelischen Kirche in Hessen und Nassau.

## Beschreibung
Der gotische Kirchturm im Westen ist der älteste Teil der Saalkirche. Sein spitzes Pyramidendach mit Zwerchhäusern an allen vier Seiten, beherbergt die Turmuhr, deren Zifferblätter vor den Klangarkaden angebracht sind, und den Glockenstuhl, in dem 1859 drei von der Glocken- und Kunstgießerei Rincker gegossene Kirchenglocken aufgehängt wurden. Die beiden größeren mussten sowohl im Ersten als auch im Zweiten Weltkrieg abgeliefert werden und wurden 1924 und 1951 durch Glocken derselben Firma ersetzt. Das 1891–93 nach Plänen von H. Ludtmann und Otto Heinrich gebaute Kirchenschiff aus vier Jochen und der halbrunde Chor im Osten wurden am 9. Juli 1893 eingeweiht. Das Kirchenschiff ist mit einem Satteldach mit Spitzgaubenn und der Chor mit einem angeschnittenen Kegeldach bedeckt. Die Fenster sind in zwei Reihen übereinander angeordnet. Die oberen Bogenfenster in Höhe der Empore bestehen aus zwei kleinen Bogenfenstern mit darüber liegenden Oculus. Die Orgel mit 10 Registern, 2 Manualen und einem Pedal wurde 1892 von Gustav Raßmann gebaut.